# Beziehungen zwischen Panama und den Vereinigten Staaten
Die Beziehungen zwischen Panama und den Vereinigten Staaten bestehen auf diplomatischer Ebene seit der Unabhängigkeit Panamas im Jahr 1903 und sind geprägt durch zahlreiche Militärinterventionen der USA.

## US-Militäreinsätze gegen Panama
- 1895: US Marines landen in der kolumbianischen Provinz Panama
- 1901–1914: Annexion der Kanalzone
- 1908: Intervention der US Marines im Wahlkampf
- 1912: Landung der US Marines während Wahl
- 1918–1920: Militäreinsatz nach Aufständen
- 1925: US Marines unterdrücken Generalstreik
- 1958: Militäreinsatz nach Protesten
- 1964: Militäreinsatz nach Flaggenstreit
- 1989: US-Invasion in Panama

## Streit um Anhebung von Durchfahrtgebühren beim Panamakanal 2024/2025
Nachdem Donald Trump im Jahr 2024 erneut zum US-Präsidenten gewählt worden war, empörte er sich über die Durchfahrtgebühren des Panamakanals, die für US-amerikanische Schiffe erhoben werden. Vor seinem Amtsantritt schloss Trump den Einsatz militärischer oder ökonomischer Mittel nicht aus, um den Kanal unter US-amerikanische Kontrolle zu bringen, sollten die Durchfahrtgebühren nicht gesenkt werden. Er erklärte außerdem, dass es im Interesse der nationalen und ökonomischen Sicherheit der USA sei, Kontrolle über den Kanal zu erlangen. Trump behauptete, dass US-amerikanische Schiffe höher abgerechnet würden als Schiffe anderer Staaten, was der panamaische Staatspräsident José Raúl Mulino zurückwies. Spätestens im Jahr 2024 hatte Panama die Durchfahrtgebühren angehoben, nachdem Panama im Jahr 2023 eine Dürre erlebt hatte, die durch eine Kombination aus El Niño und globaler Erwärmung verursacht wurde. Von der Gebührenanhebung waren US-amerikanische Schiffe am meisten betroffen, da – wie auch eine Sprecherin Trumps darstellte – die USA der größte Nutzer des Kanals sind und dementsprechend die Gebührenerhöhung ihre Schiffe am stärksten traf. Panamaische Behörden erklärten, dass gegenüber allen Schiffen die gleichen Gebühren erhoben würden, diese sich allerdings je nach Schiffsgröße unterschieden. Nach Angaben von panamaischen Beamten werden die Gebühren in öffentlichen Sitzungen von der Panamakanalbehörde festgelegt; dabei würden auch Marktbedingungen, internationaler Wettbewerb sowie Betriebs- und Wartungskosten berücksichtigt. Trump behauptete außerdem, dass China den Panama-Kanal betreibe. Die Panamakanal-Behörde betreibt jedoch den Kanal. Der chinesische Mischkonzern CK Hutchison Holdings verwaltet aber zwei Häfen an den Eingängen des Kanals. Der panamaische Staatspräsident José Raúl Mulino wies Trumps Behauptung, dass sich chinesische Soldaten am Kanal befänden, zurück.